# 野黑种草
野黑种草是毛茛科黑种草属的一个种，原产欧洲。